# Самарский (Самарская область)
Самарский — посёлок в Волжском районе Самарской области. Входит в состав сельского поселения Лопатино.

## История
В 1973 году Указом Президиума ВС РСФСР посёлок Пролетарий Вперёд переименован в Самарский.

## Население
| 2010 |
| ---- |
| 923  |

## Инфраструктура
Дом культуры, Основная общеобразовательная школа, Детский сад

## Достопримечательности
- Памятник воинам, погибшим в Великой Отечественной войне